# Michelle Calkins
Michelle Calkins ist eine ehemalige kanadische Synchronschwimmerin. Sie gewann je eine Gold- und Silbermedaille bei Weltmeisterschaften.

## Karriere
Michelle Calkins schwamm für die Calgary Aquabelles und wurde von Debbie Muir trainiert. Bei den ersten Weltmeisterschaften in Belgrad war Calkins Mitglied der kanadischen Mannschaft, die Silbermedaille im Teamwettbewerb hinter den Schwimmerinnen aus den Vereinigten Staaten gewann. Bei den Panamerikanischen Spielen 1975 in Mexiko-Stadt erreichte Calkins mit dem Team der Aquabelles erneut die Silbermedaille im Teamwettbewerb hinter der Mannschaft aus den Vereinigten Staaten. 1977 gewann sie zusammen mit Helen Vanderburg den kanadischen Meistertitel als Duo. Diesen Erfolg konnten die beiden 1978 wiederholen. Bei den Weltmeisterschaften 1978 in West-Berlin gewann Vanderburg als erste Schwimmerin, die nicht aus den Vereinigten Staaten kam, den Titel im Einzel und zusammen mit Michelle Calkins den Titel im Doppel.
Ab 1988 war Michelle Calkins Trainerin der Aquabelles und der kanadischen Nationalmannschaft. Seit 2001 ist sie Mitglied der International Swimming Hall of Fame (ISHOF).